# 开封号导弹驱逐舰
“开封”号导弹驱逐舰（舷号124）简称“开封”舰，是052D型导弹驱逐舰十九号舰，现服役于中国人民解放军海军北部战区海军驱逐舰第十支队。此舰乃是052D型导弹驱逐舰加长版的第六艘，也是“驱十支”所接收的第六艘052D型导弹驱逐舰。“开封”舰由大船重工负责建造，排水量较052D基础型增加了500吨，其最大的改进之处就在于更换了可捕捉隐身战机的517C米波反隐身雷达、舰尾直升机甲板拉长约4米，以便直-20上舰、优化舰载指挥系统和数据链系统以适应体系化作战，增加舰首缆孔。

## 服役活动
2023年4月23日，解放军海军124号“开封”舰在青岛港3号码头向观众开放。
2023年6月6日，解放军海军124号“开封”舰与538号“烟台”舰经大隅海陕前出西太平洋。
2024年6月30日至2024年7月1日，解放军海军124号开封舰及538号“烟台”舰前出津轻海峡进入太平洋。
2024年11月1日，解放军海军124号“开封”舰与531号“湘潭”舰穿越宫古海峡进入西太平洋。
2025年4月9日，解放军海军124号“开封”舰穿越对马海峡。